# Kamuthi
Kamuthi es una ciudad y nagar Panchayat situada en el distrito de Ramanathapuram en el estado de Tamil Nadu (India). Su población es de 14754 habitantes (2011). Se encuentra a 50 km de Ramanathapuram y a 70 km de Madurai.

## Demografía
Según el censo de 2011 la población de Kamuthi era de 14754 habitantes, de los cuales 7416 eran hombres y 7338 eran mujeres. Kamuthi tiene una tasa media de alfabetización del 88,56%, superior a la media estatal del 80,09%: la alfabetización masculina es del 93,80%, y la alfabetización femenina del 83,28%.